# Sắc lệnh
Sắc lệnh (hay Sắc lệnh hành pháp, lệnh) là văn bản quy phạm pháp luật hoặc văn bản pháp luật cá biệt của người đứng đầu bộ máy nhà nước hoặc bộ máy hành pháp. Sắc lệnh là văn bản do Chủ tịch nước ban hành, ở một số nước nó có thể do Tổng thống, Thủ tướng hoặc Tòa án ban hành.

## Việt Nam

Chủ tịch nước Trương Tấn Sang ký Sắc lệnh công bố Hiến pháp 2013

Trong Điều 91 Hiến pháp 2013 có ghi: "Chủ tịch nước ban hành lệnh, quyết định để thực hiện nhiệm vụ, quyền hạn của mình". Cụ thể theo Điều 13 Luật ban hành văn bản quy phạm pháp luật (Luật số: 17/2008/QH12) ghi là  "Lệnh, quyết định của Chủ tịch nước được ban hành để thực hiện nhiệm vụ, quyền hạn của Chủ tịch nước do Hiến pháp, luật, nghị quyết của Quốc hội, pháp lệnh, nghị quyết của Ủy ban thường vụ Quốc hội quy định". Như vậy, chủ tịch nước có quyền ban hành lệnh mà không cần Quốc hội thông qua, song lệnh đó cần phải tuân thủ theo Hiến pháp,  luật, nghị quyết của Quốc hội, pháp lệnh, nghị quyết của Ủy ban thường vụ Quốc hội.
Lệnh của Chủ tịch nước thường được đăng tải trên Cổng thông tin điện tử của Chủ tịch nước, các lệnh quan trọng được đưa tin trên bản tin thời sự Việt Nam 19h.

## Hoa Kỳ

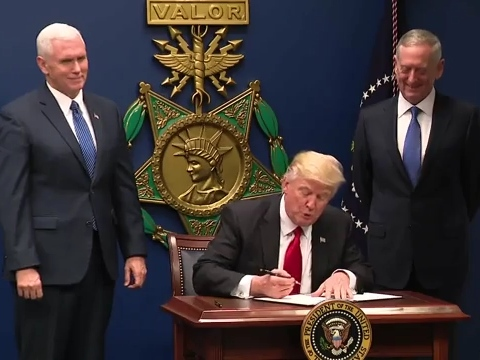
Tổng thống Hoa Kỳ Donald Trump ký Sắc lệnh bảo vệ quốc gia khỏi nhập cư của khủng bố nước ngoài vào Hoa Kỳ, gây ra nhiều tranh cãi.

Sắc lệnh hành pháp về cơ bản là một sắc lệnh bằng văn bản do tổng thống ban hành cho chính phủ liên bang mà không cần sự phê chuẩn của quốc hội. Thẩm quyền ban hành sắc lệnh hành pháp bắt nguồn từ Điều II trong Hiến pháp Mỹ, trong đó ghi nhận: "Quyền hành pháp sẽ được trao cho tổng thống của nước Mỹ". Phạm vi của sắc lệnh hành pháp khá rộng, có thể trải dài từ các chính sách quan trọng, như sắc lệnh phê chuẩn việc xây dựng hai đường ống dẫn dầu gây tranh cãi vừa qua của Tổng thống Donald Trump, cho đến các hoạt động quy mô nhỏ như đề xuất đóng cửa các văn phòng của chính phủ trong khoảng thời gian nửa ngày vào đêm Giáng sinh năm 2015 của cựu Tổng thống Barack Obama.